# Gabriele Landoni
Gabriele Landoni (Cislago, 24 marzo 1953) è un ex ciclista su strada italiano.

## Carriera
Nato nel 1953 a Cislago, in provincia di Varese, inizia a praticare il ciclismo a 17 anni.
Negli ultimi due anni da dilettante (1975 e 1976), con la G.S. Itla, vince diverse gare, tra le quali il Piccolo Giro di Lombardia il primo dei due anni e il Trofeo Alcide De Gasperi il secondo, oltre a una tappa al Grand Prix Tell sempre nel 1976. Nel 1974 e 1975 prende parte ai Mondiali di Montréal e Yvoir nella cronosquadre Dilettanti, arrivando rispettivamente undicesimo e quindicesimo.
Nel 1977, a 24 anni, passa professionista con la G.B.C.-Itla-TV Color, e prende parte al Giro d'Italia, arrivando 90º, e alla Milano-Sanremo, piazzandosi nono. Nel prosieguo della carriera prende parte altre sei volte al Giro, terminandolo tre volte e ottenendo come miglior piazzamento il 36º posto del 1979, e tre alla Milano-Sanremo, piazzandosi di nuovo tra i primi dieci nel 1983 (decimo).
Nel 1979 arriva in Nazionale, partecipando ai Mondiali di Valkenburg, nella corsa in linea Professionisti, non riuscendo a terminarla. Chiude la carriera nel 1983, a 30 anni, dopo una stagione alla Vivì-Benotto; nelle stagioni precedenti aveva corso con la Gis Gelati nel 1978 e poi nel 1980 e 1981, con la Scic nel 1979 e con la Del Tongo nel 1982.

## Palmarès
- 1975 (dilettanti)

G.P. Sovizzo - Piccola Sanremo
Piccolo Giro di Lombardia
Freccia dei Vini
Giro dei Tre Laghi
- 1976 (dilettanti)

Trofeo Alcide De Gasperi
2ª tappa Grand Prix Tell (Wallisellen > Tschiertschen)

## Piazzamenti

### Grandi Giri
- Giro d'Italia

1977: 90º
1978: 47º
1979: 36º
1980: ritirato
1981: ritirato
1982: 54º
1983: ritirato

### Classiche monumento
- Milano-Sanremo

1977: 9º
1980: 25º
1981: 52º
1983: 10º

### Competizioni mondiali
- Campionati del mondo

Montréal 1974 - Cronometro a squadre Dilettanti: 11º
Yvoir 1975 - Cronometro a squadre Dilettanti: 15º
Valkenburg 1979 - In linea Professionisti: ritirato